# Saarijärvi (sjö i Finland, Lappland, lat 66,20, long 26,20)
Saarijärvi är en sjö i Finland. Den ligger i kommunen Rovaniemi i landskapet Lappland, i den norra delen av landet, 700 km norr om huvudstaden Helsingfors. Saarijärvi ligger 183 meter över havet. Den är 2,4 meter djup. Arean är 52,8 hektar och strandlinjen är 5,44 kilometer lång. Sjön  ingår i Simo älvs huvudavrinningsområde. 